# Stanisław Cercha
Stanisław Cercha (ur. 8 maja 1867 w Krakowie, zm. 23 sierpnia 1919 tamże) – polski historyk sztuki, malarz, etnograf i folklorysta – amator, badacz folkloru podmiejskiego Krakowa na Kleparzu.

## Życiorys
Syn Maksymiliana (1818-1907) archeologa i rysownika. Malarstwa uczył się u ojca, a następnie (1881-1889) w Szkole Sztuk Pięknych w Krakowie u Floriana Cynka, Władysława Łuszczkiewicza, Jana Matejki i Feliksa Szynalewskiego. Naukę uzupełniał w Monachium u Antona Ažbego.
W 1919 roku ogłosił w roczniku Materiały Antropologiczno-Archeologiczne i Etnograficzne pracę pod tytułem „Kleparz, przedmieście Krakowa przed 50 laty”. W latach 1900–1904 wydał Pomniki Krakowa – 3 tomy z rysunkami nagrobków krakowskich, wykonane od roku 1846 przez ojca i jego samego.
Inne publikacje:
- Baśnie ludowe zebrane we wsi Przebieczany (Kraków 1896)
- Przebieczany, wieś w powiecie wielickim, pod względem etnograficznym (Kraków 1899)
- Ceramika ludu polskiego, „Wędrowiec” 1899, nr 16, 17, 18.
- Dzwonki gliniane i siekierki drewniane z kiermaszów krakowskich, „Lud”, 1896.

Publikował również w pismach takich jak „Kwartalnik Litewski”, „Świat Słowiański”, „Wisła”, „Ziemia”. Napisał także monografię wsi Łopuszna – nie została ona nigdy wydana, rękopis znajduje się w archiwum Muzeum Etnograficznym w Krakowie.
Pochowany na cmentarzu Rakowickim w Krakowie (pas AC, część południowa).

## Literatura dodatkowa
- Feliks Kopera: Cercha Stanisław. W: Polski Słownik Biograficzny. T. 3: Brożek Jan – Chwalczewski Franciszek. Kraków: Polska Akademia Umiejętności – Skład Główny w Księgarniach Gebethnera i Wolffa, 1937, s. 232–233. Reprint: Zakład Narodowy im. Ossolińskich, Kraków 1989, ISBN 83-04-03291-0.